# Театр мюзикла (компания)
«Теа́тр мю́зикла» (юридическое название — АНО «Театр мюзикла»; в СМИ и пресс-релизах часто именуется как «Московский театр мюзикла») — театральная компания, базирующаяся в Москве, Россия. Основана в 2011 году. Управляет одноимённым театром, где занимается постановкой и прокатом мюзиклов, организацией гастролей, концертов и других мероприятий. С мая 2017 года в управлении компании находится театр «Россия», куда осенью 2017 года будут переведены действующие постановки; ДК им. Горбунова, где постановки шли в 2012—2017, компания покинет в июле 2017 года.

## История
Автономная некоммерческая организация «Театр мюзикла» была зарегистрирована 5 мая 2011 года. По словам художественного руководителя Михаила Швыдкого, компания и её театр созданы «на чистом энтузиазме». Они поставили перед собой цель соединить бродвейский принцип ежедневного проката и российскую традицию репертуарного театра. Получился так называемый блочный тип ежедневного проката: 3—4 постановки, идущие по очереди блоками из нескольких спектаклей. Также были введены главные традиции Бродвея: бесплатные программки и скидка 50 % на оставшиеся билеты за два часа до спектакля.

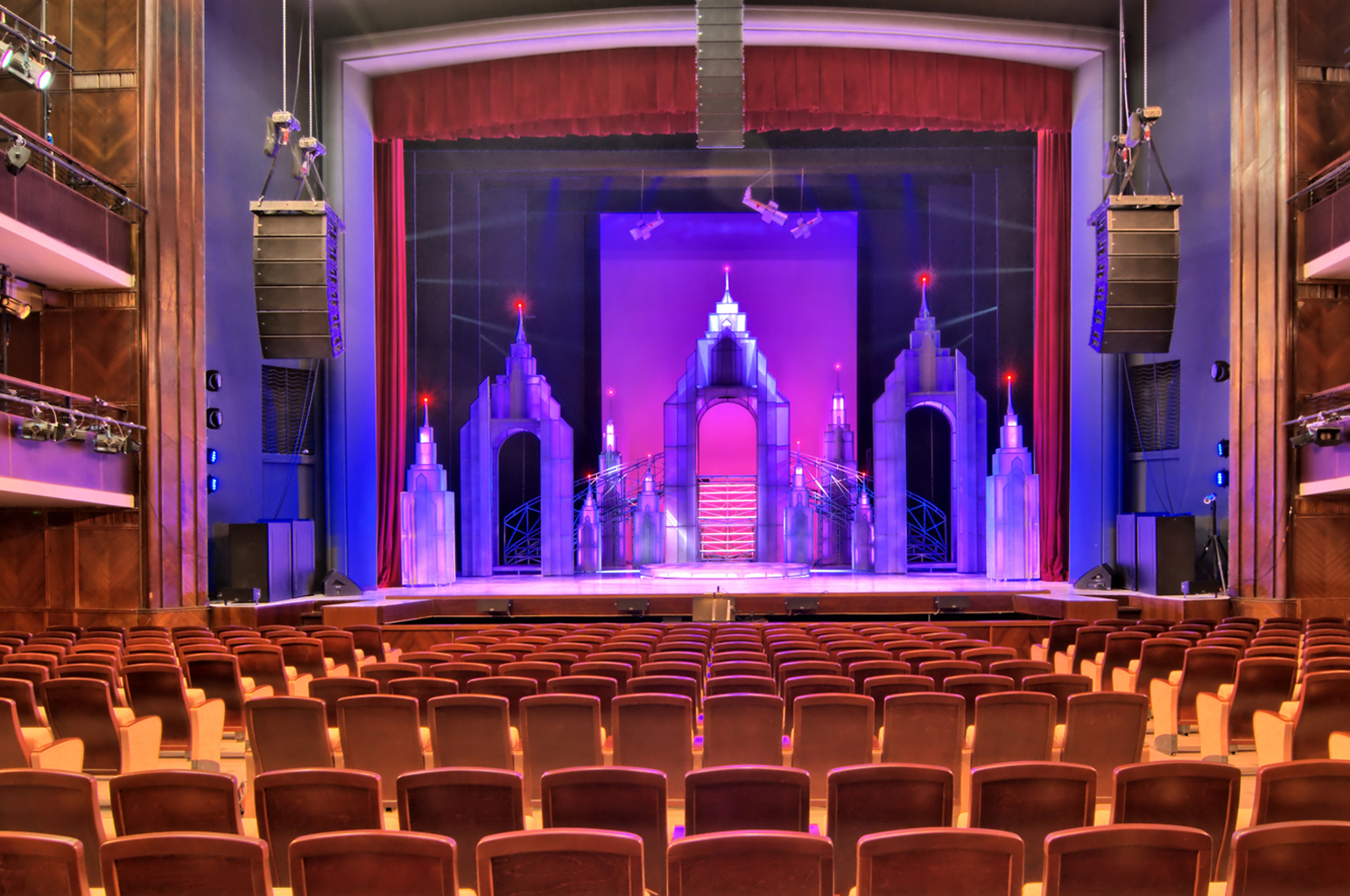
Декорации мюзикла «Времена не выбирают».

Одноимённый театр компания открыла в феврале 2012 года в здании дворца культуры имени Горбунова. Для неё он становится первой площадкой. 21 февраля здесь состоялась премьера первой постановки — мюзикла «Времена не выбирают» на либретто Михаила Швыдкого и музыку Юрия Потеенко. В ночь с 2 на 3 июня для участников московской Велоночи артисты спектакля исполнили свои композиции.
18 ноября 2012 года «Театр мюзикла» запускает свой второй большой проект — мюзикл «Растратчики» по одноимённой повести Валентина Катаева. Спустя десять месяцев в репертуаре компании появляется ревю «Жизнь прекрасна», которым открывается третий театральный сезон.
22 октября 2014 года состоялась премьера мюзикла «Всё о Золушке» на музыку Раймонда Паулса и либретто Сергея Плотова. Эта постановка быстро становится хитом четвёртого сезона. Тексты персонажей ушли в народ и стали крылатыми. В связи с такой популярностью компания впервые к своей постановке выпускает саундтрек и другую сувенирную продукцию. Помимо зрительского признания мюзикл получил семь номинаций в шести категориях высшей национальной театральной премии «Золотая маска».
В сентябре 2015 года ко дню города Москвы на Пушкинской площади открывается Аллея звёзд мюзиклов. На ней размещено 22 звезды, две из которых мюзиклам компании: «Времена не выбирают» и «Растратчики».
20 декабря 2015 года отыгрался последний спектакль мюзикла «Растратчики». Освободившиеся тайм-слоты заняла рок-опера «Преступление и наказание» по одноимённому роману Фёдора Достоевского, премьера которой состоялась на 17 марта 2016 года. Событие приурочено к 150-летию первой публикации произведения. Режиссёром выступил Андрей Кончаловский, который вынашивал идею создания спектакля более тридцати лет.
12 октября 2016 года состоялась премьера мюзикла «Принцесса цирка», создаваемого при участии канадской театрально-цирковой компании «7 пальцев».
В августе 2017 года планируются гастроли театра в Токио с мюзиклом «Принцесса цирка», а летом 2018 года — с мюзиклом «Преступление и наказание».
Летом 2017 года театр меняет площадку: последний спектакль в ДК им. Горбунова будет сыгран в июле 2017 года, а уже в сентябре новый сезон театр откроет в театре «Россия» на Пушкинской площади, где до этого ставила мюзиклы компания «Stage Entertainment». Кроме идущих постановок, возможно, будет возобнавлен прокат мюзикла «Растратчики» в обновленных декорациях.

## Руководство
- Александр Алексеевич Новиков — генеральный директор.
- Михаил Ефимович Швыдкой — художественный руководитель.
- Давид Яковлевич Смелянский — генеральный продюсер.
- Сергей Вениаминович Иньков — главный дирижёр.
- Татьяна Солнышкина — музыкальный руководитель, хормейстер-постановщик.

## Постановки
Компания управляет театром «Театр мюзикла», расположенным в Москве. Здесь она ставит в прокат свои постановки:

### Оригинальные
| Мюзикл                     | Дата премьеры    | Площадка                   | Статус                 | Сыграно спектаклей  |
| -------------------------- | ---------------- | -------------------------- | ---------------------- | ------------------- |
| «Времена не выбирают»      | 21 февраля 2012  | ДК им. Горбунова           | приостановлен          | 150 (на 24.01.23)   |
| «Растратчики»              | 18 ноября 2012   | ДК им. Горбунова           | закрыт 20 декабря 2015 | порядка 80          |
| «Жизнь прекрасна»          | 20 сентября 2013 | ДК им. Горбунова «Россия»  | в прокате              |                     |
| «Всё о Золушке»            | 22 октября 2014  | ДК им. Горбунова, «Россия» | в прокате              | 257 (на 10.11.2023) |
| «Преступление и наказание» | 17 марта 2016    | ДК им. Горбунова, «Россия» | в прокате              | 77 (на 6.05.2017)   |
| «Принцесса цирка»          | 12 октября 2016  | ДК им. Горбунова, «Россия» | в прокате              | 94 (на 6.05.2017)   |
| «Чудеса и куралесы»        | 23 декабря 2017  | «Россия»                   | в прокате              |                     |
| «ПраймТайм»                | 26 марта 2020    | «Россия»                   | в прокате              | 100 (на 16.11.2021) |
| «Реверс»                   | 21 февраля 2021  | «Россия»                   | в прокате              | 300 (на 10.03.2023) |
| «Мамонтенок»               | 26 марта 2022    | «Россия»                   | в прокате              |                     |
| «Тест на любовь»           | 6 марта 2024     | «Россия»                   | в прокате              |                     |

### Лицензионные
На момент создания театра в планах театра было как ставить собственные мюзиклы, так и зарубежные, по лицензии. В качестве возможного первого лицензионного спектакля назывался мюзикл «Рента».
Однако позднее художественный руководитель театра многократно заявлял в интервью, что театр принципиально не будет ставить лицензионные постановки, а будет производить собственные.

## Финансовые показатели
|                          | 2011  | 2012                   | 2013                | 2014                | 2015             | 2016 |
| ------------------------ | ----- | ---------------------- | ------------------- | ------------------- | ---------------- | ---- |
| Выручка (РСБУ), млн руб. | 2,62  | 111,80 ▲ (+4137,00 %)  | 81,94 ▼ (-26,30 %)  | 100,92 ▲ (+23,17 %) | 97,61 ▼(-3,28 %) | н.д. |
| Чистая прибыль, млн руб. | 0,533 | -96,69 ▼ (-18241,09 %) | -53,31 ▲ (+44,87 %) | 37,85 ▲ (+171,00 %) | 8,85 ▼(-76.62 %) | н.д. |

## Награды и номинации

### Корпоративные
| Год  | Проект                     | Премия                      | Категория                               | Номинант            | Результат |
| ---- | -------------------------- | --------------------------- | --------------------------------------- | ------------------- | --------- |
| 2016 | «Всё о Золушке»            | «Золотая маска»             | Лучший мюзикл                           | АНО «Театр мюзикла» | Номинация |
| 2017 | «Преступление и наказание» | «Золотая маска»             | Лучший мюзикл                           | АНО «Театр мюзикла» | Номинация |
| 2023 | «Мамонтёнок»               | «Музыкальное сердце театра» | Лучший спектакль для детей и подростков | АНО «Театр мюзикла» | Номинация |

### Персональные
| Год  | Проект                     | Премия                      | Категория                                 | Номинант                                    | Результат |
| ---- | -------------------------- | --------------------------- | ----------------------------------------- | ------------------------------------------- | --------- |
| 2016 | «Всё о Золушке»            | «Золотая маска»             | Лучшая работа режиссёра                   | Олег Глушков                                | Номинация |
| 2016 | «Всё о Золушке»            | «Золотая маска»             | Лучшая женская роль в мюзикле             | Оксана Костецкая за роль Крёстной           | Победа    |
| 2016 | «Всё о Золушке»            | «Золотая маска»             | Лучшая женская роль в мюзикле             | Елена Моисеева за роль Мачехи               | Номинация |
| 2016 | «Всё о Золушке»            | «Золотая маска»             | Лучшая работа композитора                 | Раймонд Паулс                               | Номинация |
| 2016 | «Всё о Золушке»            | «Золотая маска»             | Лучшая работа дирижёра в мюзикле          | Сергей Иньков                               | Номинация |
| 2016 | «Всё о Золушке»            | «Золотая маска»             | Лучшая работа художника по костюмам       | Ольга Мария-Тумакова и Вадим Воля           | Номинация |
| 2017 | «Преступление и наказание» | «Золотая маска»             | Лучшая работа режиссёра                   | Андрей Кончаловский                         | Номинация |
| 2017 | «Преступление и наказание» | «Золотая маска»             | Лучшая женская роль в мюзикле             | Мария Биорк за роль Сони                    | Победа    |
| 2017 | «Преступление и наказание» | «Золотая маска»             | Лучшая мужская роль в мюзикле             | Владимир Ябчаник за роль Порфирия Петровича | Номинация |
| 2017 | «Преступление и наказание» | «Золотая маска»             | Лучшая работа композитора                 | Эдуард Артемьев                             | Победа    |
| 2017 | «Преступление и наказание» | «Золотая маска»             | Лучшая работа художника                   | Мэтт Диили                                  | Номинация |
| 2023 | «Мамонтёнок»               | «Музыкальное сердце театра» | Лучшие костюмы (художник по костюмам)     | Светлана Чазова                             | Победа    |
| 2023 | «Мамонтёнок»               | «Музыкальное сердце театра» | Лучшая исполнительница роли второго плана | Оксана Костецкая                            | Победа    |
| 2023 | «Мамонтёнок»               | «Музыкальное сердце театра» | Лучшая пьеса                              | Лилия Шайхитдинова                          | Номинация |
| 2023 | «Мамонтёнок»               | «Музыкальное сердце театра» | Лучшая оркестровка (аранжировщик)         | Евгений Иков                                | Номинация |
| 2023 | «Мамонтёнок»               | «Музыкальное сердце театра» | Лучший режиссёр                           | Валерий Маркин                              | Номинация |